# Thomas Holland (2e comte de Kent)
Pour les articles homonymes, voir Thomas Holland et Holland.
Titres
Comte de Kent
26 décembre 1360 – 25 avril 1397
(36 ans, 3 mois et 30 jours)
Baron Holand (en)
26 décembre 1360 – 25 avril 1397
(36 ans, 3 mois et 30 jours)
Baron Wake de Liddell
7 août 1385 – 25 avril 1397
(11 ans, 8 mois et 18 jours)
Thomas Holland (1350 – 25 avril 1397), comte de Kent, est un noble anglais et un conseiller de son demi-frère Richard II.
Il est fils de Thomas, baron Holland, et de Jeanne Plantagenêt, comtesse de Kent, elle-même fille d'Edmond de Woodstock, comte de Kent, et de Marguerite Wake. Edmond est fils du roi Édouard Ier et de sa seconde épouse Marguerite de France. Thomas Holland est en outre un demi-frère plus âgé de Richard II, sa mère s'étant remariée au prince de Galles Édouard de Woodstock.
Quand son père meurt en 1360, il devient baron Holland, sa mère restant comtesse de Kent de son propre chef. A seize ans, il devient capitaine au sein des forces anglaise en Guyenne. Pendant les années qui suivent, il prend part à plusieurs campagnes, et est fait chevalier de la Jarretière en 1375.
Richard de Bordeaux devient roi en 1377, et Thomas Holland prend une grande influence sur son jeune demi-frère, qu'il utilise pour sa propre fortune. En 1381, il est créé comte de Kent.

## Mariage et enfants
Il épouse le 10 avril 1364 Alice FitzAlan, fille de Richard FitzAlan, comte d'Arundel et d'Éléonore de Lancastre. Ils ont huit enfants :
- Thomas Holland (1372 † 1400), duc de Surrey (1397-1399), puis comte de Kent
- Aliénor Holland (1373-1405), mariée à Roger Mortimer, comte de March, puis à Édouard, baron Cherleton
- Jeanne (1380 † 1434), mariée successivement à Edmond de Langley, duc d'York, William Willoughby, seigneur d'Eresby, Henry Scrope, baron Scrope de Masham et Henry Bromflete, baron Vessy
- Élisabeth († 1423), mariée à John Neville
- Edmond Holland (1384 † 1408), comte de Kent
- Marguerite Holland (1385 † 1439), mariée à Jean Beaufort, comte de Somerset, puis à Thomas de Lancastre, duc de Lancastre
- Éléonore Holland (1386-1413), mariée à Thomas Montaigu, comte de Salisbury
- Bridget Holland (décédée avant 1416), religieuse à l'abbaye de Barking.

À travers les mariages de ses filles, il est l'ancêtre de nombreuses figures de la guerre des Deux-Roses, parmi lesquelles Richard, duc d'York et Richard Neville, comte de Warwick, dit le Faiseur de Rois.